# قوناجق (جرجر)
قوناجق (بالكردية: Bibol‏) (بالتركية: Konacık)‏ هي قرية كرديّة تتبع إداريّاً لمديرية جرجر في محافظة أديامان التركية، بلغ عدد سكانها 281 نسمة في عام 2021.